# Lollianus (Toreut)
Lollianus war ein antiker römischer Toreut (Metallbildner), im Zeitraum des 2. oder 3. Jahrhunderts in Sucidava in Dakien tätig.
Lollianus ist heute nur noch aufgrund seiner Signatur bekannt. Diese befindet sich auf neun identischen Metallrahmen, die als Fassungen für Spiegel dienten, die aus einer Gussform stammen. Sie wurden in Sucidava, auf dem Gebiet des heutigen Celei, einem Ortsteil von Corabia, gefunden. Die Signatur des plumbarius lautet lateinisch FORMA(M) LOLLIANUS FECIT (AE 1961, 87).